# Eachtra an Mhadra Mhaoil
Eachtra an Mhadra Mhaoil („Die Abenteuer des Hundes mit den gestutzten Ohren“) ist eine irische Erzählung aus dem Sagenkreis um König Arthur. Eine zweite im Aufbau gleichartige Sage ist Eachtra Mhacaoimh an Iolair („Die Abenteuer des Adlerknaben“).

## Textgeschichte
Die Erzählung ist in mehreren Handschriften überliefert, die alle aus dem 18. Jahrhundert stammen. Das Alter der Erzählung ist jedoch der Sprache nach in das 15./16. Jahrhundert einzuordnen. Eine Übernahme niederländischer arthurischer Traditionen ist wahrscheinlich, Hinweis darauf ist die Namensform Balbhuaidh für Gawan, die dem niederländischen Walewijn näher steht als dem französischen Gawaine. Ein weiterer Hinweis auf die Herkunft ist die Verwendung des Wortes ridire („Ritter“). Regelmäßige kriegerische und friedliche Kontakte zwischen Irland und Flandern sind seit 1167 bezeugt, wo erstmals ein Söldnerheer von Normannen, Walisern und Flamen in Irland kämpfte.
Die vorhergegangene mündliche Überlieferung ist im Aufbau der Geschichte noch deutlich nachvollziehbar. Trotz der exotischen Handlungsorte ist diese Sage ganz in der Erzähltradition der irischen Mythologie angesiedelt. Anders als bei den arthurischen Helden der Matière de Bretagne besitzen die Protagonisten magische Kräfte und sind den typisch irischen gessi (Tabus) unterworfen. Der Zusammenhang zur Artussage beschränkt sich auf eine Erwähnung des Königs unter dem Titel Rí an Domhain („König der Welt“).

## Inhalt
Der Ridire an Lóchrainn („Ritter der Laterne“), ein Magier, erscheint am Hofe von König Artus, der Halla Deirg („Rote Halle“), und führt vorerst eines der klassischen Türhütergespräche (siehe Pa ŵr yw’r porthor?, „Wer ist der Pförtner?“). Dann fordert er die anwesenden Ritter zum Kampf auf, was von Balbhuaidh (Gawan) sofort angenommen wird. Bei der Verfolgung seines Gegners trifft Balbhuaidh auf einen Hund mit kupierten Ohren und Schwanz, der ihm bei der weiteren Jagd hilft. Tatsächlich ist dieser Hund Alastrann Iongantach („Alastrann der Wunderbare“), der Sohn des Königs von Indien, den sein Stiefbruder verzaubert und verstümmelt hat. Dieser Stiefbruder ist der Ritter der Laterne, dem die beiden Gefährten nun nachsetzen. Diese Jagd führt, ähnlich den altirischen Immrama („das Rudern“, Seefahrt, Seereise zu mythischen Inseln), von Insel zu Insel, wobei der Ritter der Laterne dank seiner druidischen Zauberkräfte oft in einem Zaubernebel (Fíth-fáth) verschwindet. Sogar nach Ägypten und Indien geht die Verfolgung, aber schließlich kann der Magier gezwungen werden, Alastrann seine wahre schöne Gestalt wiederzugeben.